# Списак интеграла инверзних хиперболичних функција
Испод се налази листа интеграла инверзних хиперболичних функција.
{\displaystyle \int \mathrm {arsinh} \,{\frac {x}{c}}\,dx=x\,\mathrm {arsinh} \,{\frac {x}{c}}-{\sqrt {x^{2}+c^{2}}}}
{\displaystyle \int \mathrm {arcosh} \,{\frac {x}{c}}\,dx=x\,\mathrm {arcosh} \,{\frac {x}{c}}-{\sqrt {x^{2}-c^{2}}}}
{\displaystyle \int \mathrm {artanh} \,{\frac {x}{c}}\,dx=x\,\mathrm {artanh} \,{\frac {x}{c}}+{\frac {c}{2}}\ln |c^{2}-x^{2}|\qquad {\mbox{(for }}|x|<|c|{\mbox{)}}}
{\displaystyle \int \mathrm {arcoth} \,{\frac {x}{c}}\,dx=x\,\mathrm {arcoth} \,{\frac {x}{c}}+{\frac {c}{2}}\ln |x^{2}-c^{2}|\qquad {\mbox{(for }}|x|>|c|{\mbox{)}}}
{\displaystyle \int \mathrm {arsech} \,{\frac {x}{c}}\,dx=x\,\mathrm {arsech} \,{\frac {x}{c}}-c\,\mathrm {arctan} \,{\frac {x\,{\sqrt {\frac {c-x}{c+x}}}}{x-c}}\qquad {\mbox{(for }}x\in (0,\,c){\mbox{)}}}
{\displaystyle \int \mathrm {arcsch} \,{\frac {x}{c}}\,dx=x\,\mathrm {arcsch} \,{\frac {x}{c}}+c\,\ln \,{\frac {x+{\sqrt {x^{2}+c^{2}}}}{c}}\qquad {\mbox{(for }}x\in (0,\,c){\mbox{)}}}